# 뇌수막염 백신

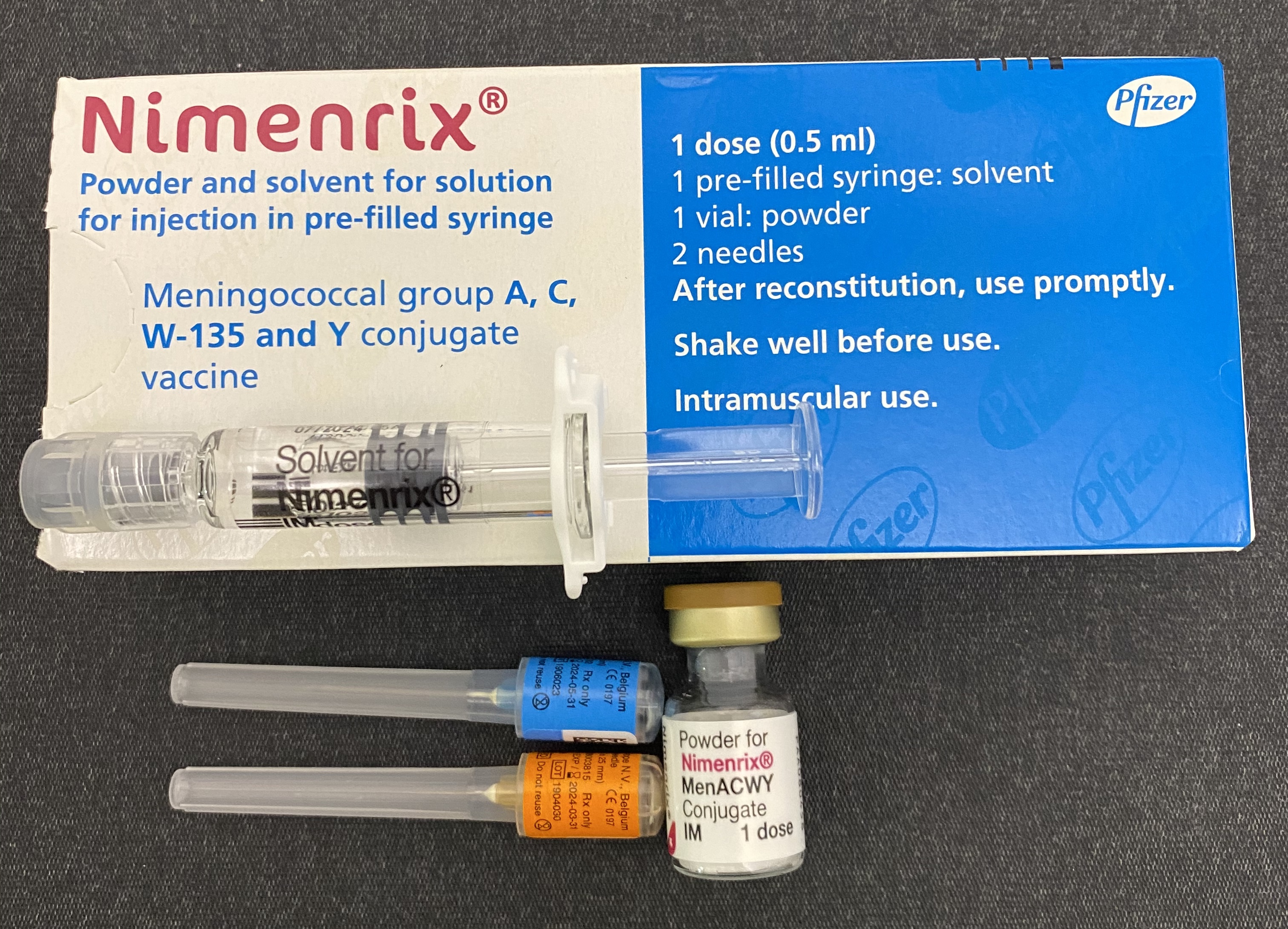

뇌수막염 백신(영어: meningococcal vaccine)은 수막구균의 감염을 예방하는데 사용되는 백신을 가리킨다. 수막구균(Neisseria meningitides 혹은 meningococcus)은 호기성 그람음성 쌍구균(쌍알균)으로 비강인두에 집락하고 있다가 비말이나 분비물을 통해 전파되는데, 가장 바깥에 다당 피막이 있으며 이에 따라 13개의 혈청군으로 나뉜다. 질병을 일으키는 혈청군은 주로 A, B, C, Y, W-135 다섯 가지이다. 뇌수막염 백신은 근육에 바로 주사하거나, 피부 바로 아래 주사할 수 있다.

## 접종 대상
세계보건기구 필수 의약품 목록에 뇌수막염 백신이 등재되어 있다. 질병이 중간이나 높은 발생률을 보이는 국가에서는 전체적으로 접종을 권장한다. 세계보건기구에서는 한국처럼 질병 발생률이 낮은 국가에서는 고위험군만 접종하는 것을 권장한다.
한국의 감염 고위험군에 해당하는 2세 이상인 경우로 다음과 같다.
- 보체결핍, 비장절제 후 또는 비장기능 저하자
- 신입 훈련병, 수막구균 취급 미생물 담당자
- 수막구균 유행지역(아프리카, 사우디아라비아 메카 순례지) 여행자나 체류자
- 소속집단 또는 거주지역에서 유행시

## 아프리카에서 백신의 효과[4]
뇌수막염은 에티오피아에서 세네갈까지 이르는 '뇌수막염 벨트' 지역에서 두드러지가 발생한다. 2010년 백신이 도입되기 전까지 이 지역의 뇌수막염 유행은 주로 A형 수막구균이 원인이었다. 이 유형을 예방하는 백신을 맞으면 최소 10년간 감염을 예방할 수 있고, 건강한 보균자가 병을 옮기는 것도 막을 수 있다. 그 동안 뇌수막염 벨트의 여러 국가에서 대규모 예방접종 캠페인이 실시되어 치명적인 A형 수막구균 유행을 멈출 수 있었다. 하지만 다른 균으로 인한 소규모 유행은 계속해서 보고되고 있다. 2015년 니제르와 나이지리아에서 첫 번째 대규모 C형 수막구균 유행이 보고된 이후, 2016년에 보고된 C형 수막구균 감염자는 대부분 니제르 출신이었다. 하지만 다행히 이는 대규모로 확산되지는 않았다.

## 백신의 종류와 접종 시기
뇌수막염은 백신 접종으로 예방할 수 있으며 생후 2개월 이상부터 접종이 가능하다. 영유아 필수 백신인 Hib(b형 헤모필루스 인플루엔자), PCV(폐렴구군), DTaP(디프테리아, 백일해, 파상풍), HBV(B형 간염), IPV(폴리오), Var(수두) 등과 동시 접종이 가능하다.

## 부작용
일반적인 부작용으로는 주사 부위 주변의 통증과 발적(최대 50%)이 있다. 소수의 사람들은 가벼운 열이 발생할 수 있다. 다른 약물과 마찬가지로 소수의 사람들이 심한 알레르기 반응을 일으킨다.